# Provincia de Kwilu
Kwilu (en francés: Kouilou) es una de las veintiséis provincias de la República Democrática del Congo, creada de acuerdo con la Constitución de 2005. Su capital es Kikwit. Toma su nombre del río Kwilu, que cruza la provincia de sur a norte.

## Divisiones administrativas
Las ciudades y territorios son:
- Bagata
- Bulungu-Kikwit
- Gungu
- Idiofa
- Mangai
- Masi-Manimba

## Historia
Kwilu fue administrado como una provincia desde 1962 hasta 1966, sin embargo, en 1964, el gobierno central se hizo cargo de la administración debido a una rebelión en el suroeste del Congo. Una administración rebelde bajo Pierre Mulele dirigió la mayor parte de la provincia de Kwilu desde enero de 1964. La provincia fue reconquistada por el gobierno nacional en junio de 1965. El gobierno provincial fue restaurado el 18 de enero de 1966, pero se fusionó con el distrito de Kwango y el distrito de Mai-Ndombe para crear la provincia de Bandundu.
Entre 1966 y 2015, Kwilu fue administrado como distrito como parte de la provincia de Bandundu.